# ハギノリザードマン
ハギノリザードマンは、日本のお笑い芸人。R-1グランプリ2025準優勝。

## 来歴
中学時代、友人から一緒にお笑いをやろうと持ちかけられたのが芸人を志すきっかけ。その友人とは高校の進路が別々だったものの、3年ぶりに再会してみるとハギノ曰く「つまらないヤンキーに成り下がっていた」ようでその頃の友人はすっかりお笑いへの情熱が失せていたため腹が立ち、たとえ1人でもやってやろうとNSC大阪校へ26期生として入学した。在籍中の同期にはかまいたちなどがいたものの、かまいたちはハギノとは異なる成績優秀者のクラスだったため面識はなかったという。
プロデビュー後は1期上の先輩とコンビ「三日坊主」を結成し、約6年ほど活動の末に解散。カラオケ店でのバイトなどで食い繋ぐフリーターを経て2011年、再び1期上の先輩であるナゲット村井とコンビ「爆力毒蛙インド会社（後に「ローズヒップファニーファニー」へ改名）」を結成する。周囲からの勧めによって2013年に吉本を退社し、コンビで上京。一時期フリーとして活動後にサンミュージックへの所属が決まって以降は、テレビへの露出が増え始め単独ライブも開催した。しかし、およそ10年経った2021年を以てローズヒップファニーファニーは解散し、各々がピン芸人として活動を続け現在に至る（ナゲット村井は退社）。
2024年8月31日に決勝戦が開催された、小島よしお主催の野菜を題材にしたネタのコンテスト『野菜-1グランプリ2024』に、スーパーニュウニュウ大将とのユニット「ベルナルド」で出場し、優勝。
2025年1月3日付でサンミュージックを退所。同時に大将とのユニット「ベルナルド」を正式なコンビとして活動していくことを発表した。同年のR-1グランプリで決勝に進出し、準優勝を果たした。2025年4月よりマセキ芸能社に所属。

## 人物
体重86 kg、靴28 cm。BWHはそれぞれ107・97・101。
趣味は漫画とお酒、特技は300円でコスプレ衣装制作。
ローズヒップファニーファニー時代の芸名は「ハギノ・リザードマン」で、区切る記号が入っていた。
2023年「女芸人No.1決定戦  THE W」にて決勝進出したあぁ〜しらきがファーストステージのネタで使用した、特注のドラムスティックを制作。しらきからの注文は「お客さんがビックリしないように、叩いたり落としたりしても（スティックが）大きい音が鳴らない仕様にして欲しい」。

## 芸風
先述の通り、ローズヒップファニーファニーを解散してこれからを模索していた最中で世話になっていた先輩であるハリウッドザコシショウのネタを参考にし、自身のスキンヘッドと手がけたコスプレを用いて日常のあるあるを描写したものまねを得意とする。ローズヒップファニーファニー時代は手作りの小道具を活かしたコントを主に演じていた。
『ザ・細かすぎて伝わらないモノマネ』（フジテレビ）ではこのあるあるものまねを引っ提げて第4回は3位、第5回では準優勝、第6回にて優勝を成し遂げた。

## 出演
コンビ時代の出演は『ローズヒップファニーファニー』を参照。
- ザ・細かすぎて伝わらないモノマネ（フジテレビ）
- 千鳥のクセスゴ!（フジテレビ）